# Universidad McGill
La Universidad McGill está localizada en Montreal, provincia de Quebec, Canadá. Es una de las dos universidades de esa ciudad que tiene el inglés como lengua de instrucción principal (la otra es la Universidad Concordia). La Universidad McGill es una de las instituciones de educación superior más reconocidas de Canadá y una de las mejores universidades del mundo. La universidad sigue siendo la 1° mejor universidad en Canadá por intensidad de investigación por 19° año consecutivo según el 2024 Maclean's University Rankings y tambien ocupó el puesto 27 entre las mejores universidades del mundo según QS World University Rankings.
El campus principal se encuentra en el centro de la ciudad, al pie del parque Mont Royal y cerca de la estación de metro McGill. Cuenta también con el campus McDonald al oeste de la ciudad, y con varios terrenos de investigación en las cercanías del área metropolitana de Montreal. Fue fundada en 1821 con fondos y terreno donados por el empresario local James McGill.
McGill es una de las dos universidades canadienses que pertenece a la Asociación de Universidades Americanas, junto a la Universidad de Toronto.
McGill ofrece diplomas y grados en más de 300 áreas de estudio, tiene el promedio más alto de calificaciones para entrar que cualquier otra universidad canadiense. La mayoría de sus estudiantes están inscritos en seis de sus facultades: Artes, Ciencia, Medicina, Educación, Ingeniería y Negocios. Con casi 30% de estudiantes internacionales inscritos de más de 150 países, su alumnado es el más diverso que cualquier universidad de investigación canadiense. Además, más del 41% de su población estudiantil nació en un país fuera de Canadá. 
McGill tiene entre sus alumni 12 Premios Nobel y 147 Rhodes Scholars; ambos más que cualquier otra universidad canadiense. Además, es la alma mater del actual primer ministro de Canadá, Justin Trudeau, así como de dos ex Primer Ministros de Canadá. De igual manera, se han graduado dos gobernadores generales de Canadá, 15 jueces de la Corte Suprema de Canadá, al menos 8 líderes foráneos. McGill alumni también incluye a 8 ganadores de Premios de la Academia, 10 ganadores de Premios Grammy, 4 ganadores del Premio Pulitzer, y, al menos, 13 ganadores de Premios Emmy. En deportes incluye a 121 olímpicos con 35 medallas olímpicas; y los inventores del básquetbol también son graduados de McGill.
Notables investigadores incluyen a Ernest Rutherford, quien descubrió el núcleo atómico y obtuvo su Premio Nobel por su investigación sobre la naturaleza de la radioactividad mientras trabajaba como Profesor de Física Experimental en la universidad.
McGill tiene el más grande dote de becas por estudiante en Canadá. En 2019 recibió la donación más grande en la historia de Canadá, con $200 millones para crear el programa de becas de McCall MacBain.

## Campus
Campus Downtown
El campus principal de McGill está situado en el centro de Montreal, a los pies del Monte Real. La mayoría de sus edificios se encuentran en un campus similar a un parque (también conocido como Campus Inferior) al norte de la calle Sherbrooke y al sur de la avenida Pine, entre las calles Peel y Aylmer. El campus también se extiende al oeste de Peel Street (también conocido como Upper Campus) a lo largo de varias manzanas, empezando al norte de Doctor Penfield; el campus también se extiende al este de University Street, empezando al norte de Pine Avenue, una zona que incluye el Percival Molson Memorial Stadium de McGill y el Montreal Neurological Institute and Hospital. La comunidad inmediatamente al este de University Street y al sur de Pine Avenue se conoce como Milton-Park, donde reside un gran número de estudiantes. El campus está cerca de las estaciones de metro de Peel y McGill. Un importante bulevar del centro, McGill College Avenue, conduce hasta Roddick Gates, la entrada formal de la universidad. Muchos de los principales edificios de la universidad se construyeron con piedra caliza gris local, que sirve de elemento unificador. Varios de estos edificios están conectados por túneles interiores.
Las primeras clases de la universidad se impartieron en Burnside Place, la casa de campo de James McGill. Burnside Place siguió siendo la única instalación educativa hasta la década de 1840, cuando la escuela comenzó a construir sus primeros edificios: las alas central y este del Edificio de las Artes.El resto del campus era esencialmente un pastizal de vacas, una situación similar a la de las otras pocas universidades canadienses y los primeros colleges estadounidenses de la época.
Campus MacDonald
Un segundo campus, el Campus Macdonald, en Sainte-Anne-de-Bellevue, alberga la Facultad de Ciencias Agrícolas y Medioambientales, la Escuela de Dietética y Nutrición Humana, el Instituto de Parasitología y la Escuela McGill de Medio Ambiente. A partir del otoño de 2020, a pesar de una disminución en la matrícula con respecto a los 1.962 estudiantes del año anterior, el campus cuenta con un total de 1.892 estudiantes matriculados activamente, incluidos los que estudian a tiempo parcial y a tiempo completo, en todos los programas disponibles. Del total, 1.212 estudiantes cursan estudios de grado, 374 cursan estudios de máster y 248 cursan estudios de doctorado, respectivamente.  Hay una elevada presencia de estudiantes internacionales, ya que más de 1 de cada 5 estudiantes procede de fuera de Canadá. Los estudiantes que asisten al campus Macdonald suelen apodarlo campus "Mac". Su ubicación cerca del río San Lorenzo hace que el campus sea mucho más tranquilo y denso en naturaleza que el campus del centro de Montreal. El Arboreto Morgan y el Observatorio de Radar J. S. Marshall están cerca.
El Arboreto Morgan se creó en 1945. Es una reserva forestal de 2,5 kilómetros cuadrados cuyo objetivo es "la enseñanza y la educación pública". Los objetivos de su mandato son continuar la investigación relacionada con el mantenimiento de la salud de las plantaciones y bosques del Arboretum, desarrollar nuevos programas relacionados con la selección de especies adaptadas al desarrollo de las condiciones medioambientales y desarrollar prácticas silvícolas que preserven y mejoren la diversidad biológica tanto en los rodales naturales como en las plantaciones.

## Vida Estudiantil
Alumnos
A partir del semestre de otoño de 2023, la población estudiantil de McGill incluye 25.170 estudiantes de grado y 4.990 estudiantes de posgrado que representan diversos orígenes geográficos y lingüísticos. De toda la población estudiantil, el 46,8% procede de Quebec y el 22,8% del resto de Canadá, mientras que el 30,4% procede de fuera de Canadá. Los estudiantes internacionales proceden de unos 150 países, con muchos estudiantes procedentes de Estados Unidos, China y Francia. Más de la mitad de los estudiantes de McGill afirman tener un primer idioma distinto del inglés, con un 19,7% de los estudiantes que afirman que el francés es su lengua materna y un 33,5% que afirman tener un idioma distinto del inglés y el francés, en comparación con el 46,8% que afirman que el inglés es su lengua materna. Adicionalmente, McGill es conocida por tener los promedios de admisión más altos de todas las universidades canadienses.
Deportes Universitarios
En 1868, se celebró en Montreal el primer partido de rugby del que se tiene constancia en Norteamérica, entre oficiales del ejército británico y estudiantes de McGill, lo que dio a McGill el club de rugby afiliado a una universidad más antiguo de Norteamérica. Otros deportes originarios de McGill evolucionaron a partir de las reglas del rugby: el fútbol, el hockey y el baloncesto. El primer partido de fútbol americano se jugó entre McGill y Harvard el 14 de mayo de 1874, lo que condujo a la difusión del fútbol americano por toda la Ivy League.
McGill está representada en los deportes universitarios por los McGill Redbirds y los Martlets. Los Redbirds representan a los equipos masculinos y los Martlets a los femeninos. McGill cuenta actualmente con 28 equipos universitarios. McGill es conocida por sus potentes programas de béisbol, hockey y lacrosse. La singular mascota de McGill, Marty el Martlet, fue presentada durante el partido de Homecoming del 2005.
Las instalaciones deportivas y de ejercicio del campus del centro de McGill incluyen: el McGill Sports Centre (que incluye el Tomlinson Fieldhouse y la Windsor Varsity Clinic), el Molson Stadium, la Memorial Pool, el Tomlinson Hall, el McConnell Arena, el Forbes Field, muchas pistas de tenis al aire libre y otros estadios y facultades extracurriculares.
Las instalaciones del Campus Macdonald incluyen un estadio, un gimnasio, una piscina, pistas de tenis, gimnasios y cientos de hectáreas de zonas verdes de uso habitual. El mayor recinto deportivo de la universidad, el estadio Molson, se construyó en 1914. Tras un proyecto de ampliación finalizado en 2010, ahora tiene capacidad para algo más de 25.000 espectadores, y es el actual campo de los Montreal Alouettes.

## Reputación
McGill ocupa el primer lugar en Canadá entre las universidades canadienses en el Maclean's Canadian University Rankings 2024. La universidad ha ocupado la primera posición en el ranking durante 19 años consecutivos. 
A nivel internacional, McGill ocupó el puesto 27 en el mundo en la Clasificación Mundial de Universidades QS 2022. También ocupó el puesto 26 en el mundo en la Clasificación Mundial de Universidades CWUR 2023. En el Global University Employability Ranking 2022, publicado por Times Higher Education, McGill ocupa el puesto 29 en el mundo.
McGill es miembro del Foro Global de Líderes Universitarios (GULF) del Foro Económico Mundial, compuesto por los presidentes de 29 de las mejores universidades del mundo. Es la única universidad canadiense miembro del GULF. McGill es también una de las dos únicas universidades no estadounidenses miembro de la Asociación de Universidades Americanas, una organización de universidades intensivas en investigación.

## Personas Notables
McGill cuenta entre sus antiguos alumnos y profesores con 12 premios Nobel y 145 becarios Rhodes, ambas son la mayor cifra de todas las universidades de Canadá, así como con cinco astronautas, el actual primer ministro y dos antiguos Primeros Ministros de Canadá, el actual Gobernador General de Canadá, 15 magistrados del Tribunal Supremo canadiense, al menos ocho líderes extranjeros, más de ocho docenas de miembros del Parlamento canadiense, el Congreso de Estados Unidos, el Parlamento británico y otros órganos legislativos nacionales, seis ganadores del Oscar, tres del Grammy, cuatro del premio Pulitzer, dos de la Medalla Presidencial de la Libertad y al menos cinco del Emmy.
En el campo de las ciencias, los graduados y profesores de McGill han recibido un total de 12 premios Nobel en disciplinas que van desde la fisiología, la medicina, la economía, la química y la física. McGill también ha producido cinco astronautas de un total de catorce seleccionados en la historia de la CSA (Agencia Espacial Canadiense). Otros destacados exalumnos de ciencias son Thomas Chang el inventor de la célula artificial, Alan Emtage el inventor de Archie, el primer motor de búsqueda de Internet, Lorne Elias el inventor del detector de vapor de explosivos (EVD-1), el psicólogo canadiense Jordan Peterson y un ganador del premio Turing, Yoshua Bengio.
En derecho y política, entre los antiguos alumnos de McGill figuran tres Primeros Ministros de Canadá (John Abbott, Wilfrid Laurier y Justin Trudeau), una Gobernadora General de Canadá (Julie Payette) y 15 jueces del Tribunal Supremo de Canadá. Entre los líderes extranjeros que se han graduado en McGill figuran el presidente de Costa Rica, Daniel Oduber Quirós, la presidenta de Letonia, Vaira Vīķe-Freiberga, el primer ministro de Egipto, Ahmed Nazif. John Peters Humphrey, profesor de Derecho y director de la División de Derechos Humanos de las Naciones Unidas, redactó con Eleanor Roosevelt la Declaración Universal de Derechos Humanos.
En el ámbito deportivo, entre los estudiantes y antiguos alumnos de McGill figuran 121 olímpicos que han ganado 35 medallas olímpicas. Otros exalumnos deportivos notables son el inventor del baloncesto James Naismith, el influyente estadístico de béisbol Allan Roth, el primer médico que ganó una Super Bowl Laurent Duvernay-Tardif y el miembro del Club del Triple Oro Mike Babcock.